# Титина (фильм, 2022)
«Титина» (норв. Titina) — дебютный анимационный фильм Кайсы Нэсс. В нём рассказывается история, основанная на реальных событиях, про маленького терьера по кличке Титина. Титина сопровождала своего владельца Умберто Нобиле в экспедиции на Северный полюс на дирижабле в 1926 году. Премьера состоялась в норвежских кинотеатрах в октябре 2022 года.

## Сюжет

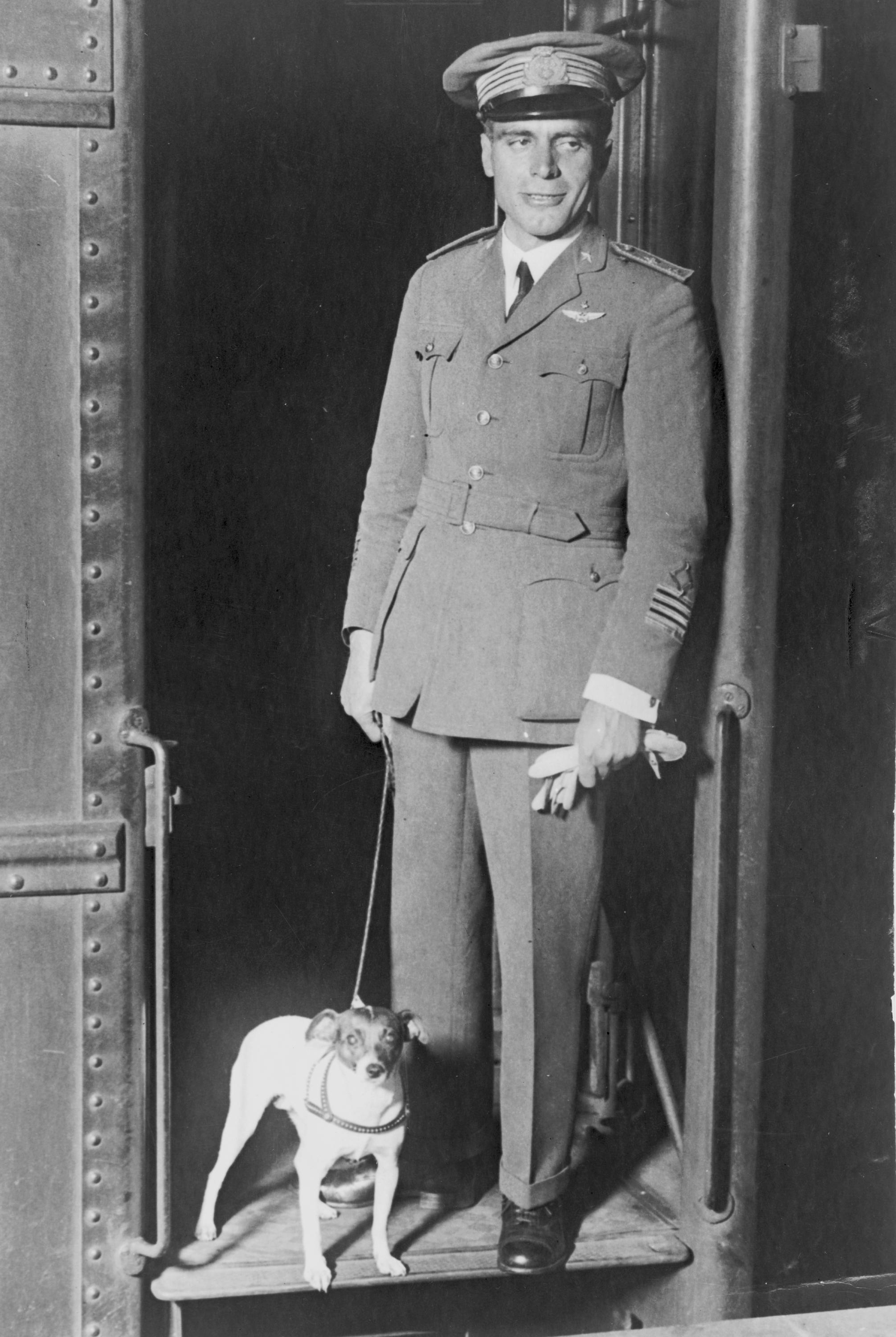
Титина рядом c Умберто Нобиле, 1926 год

Итальянский инженер дирижаблей Умберто Нобиле наслаждается спокойной жизнью со своей любимой собакой Титиной, которую он спас на улицах Рима. Однажды к нему обращается знаменитый норвежский исследователь Роальд Амундсен с заказом на дирижабль для экспедиции на Северный полюс. Нобиле видит в этом возможность войти в историю и берёт Титину с собой, чтобы отправиться вместе с Амундсеном в экспедицию к последнему неоткрытому месту на Земле. Их задача оказывается успешной, но после этого два мужчины начинают спорить о славе.

## История создания

### Сценарий
Режиссёром стала Кайса Несс, которая вместе с Пером Шрайнером также написала сценарий. «Титина» — это дебют Кайсы Несс в полнометражном кино. Норвежка ранее сняла ряд отмеченных наградами короткометражных фильмов, таких как «Рабочие слома» и It’s Up to You».

### Релиз
21 октября 2022 года фильм вышел в норвежских кинотеатрах, а неделю спустя — в шведских. В марте 2023 года он был показан на Международном детском кинофестивале в Нью-Йорке. В конце апреля 2023 года состоялась презентация фильма в Германии на Международном фестивале анимационных фильмов в Штутгарте, где он был представлен в международном конкурсе. В начале июня 2023 года его показали на Злинском кинофестивале. В июле 2023 года он был представлен на кинофестивале Джиффони.

## Награды и номинации
| Список наград и номинаций | Список наград и номинаций | Список наград и номинаций        | Список наград и номинаций                            | Список наград и номинаций | Список наград и номинаций |
| Кинопремия                | Год                       | Категория                        | Номинант(ы)                                          | Результат                 | Источник                  |
| ------------------------- | ------------------------- | -------------------------------- | ---------------------------------------------------- | ------------------------- | ------------------------- |
| Cartoon Movie             | 2023                      | Продюсер года                    | Тонье Скар Рейерсен, Лизе Фернли, Вивиан Ванфлетерен | Номинация                 | [ 9 ]                     |
| Tokyo Anime Award         | 2023                      | Награда за выдающиеся достижения | Титина                                               | Победа                    | [ 10 ]                    |
| Amandaprisen              | 2023                      | Лучший детский фильм             | Титина                                               | Номинация                 | [ 11 ]                    |
| Amandaprisen              | 2023                      | Лучший оригинальный саундтрек    | Коре Вестрхейм                                       | Номинация                 | [ 11 ]                    |